# Sen o zastrzyku Irmy
Sen o zastrzyku Irmy – ów sen nawiedził Freuda nocą z 23 na 24 lipca 1895 roku w czasie pobytu w Bellevue niedaleko Wiednia. Szczegółową analizę snu zamieścił w Objaśnianiu marzeń sennych. Wspomina w nim, że latem tego roku prowadził terapię psychoanalityczną pewnej kobiety, która zakończyła się połowicznym sukcesem, gdyż choć pacjentka wyzbyła się swoich lęków, nie udało jej się pozbyć wszystkich objawów somatycznych. 23 lipca 1895 roku spotyka się ze swoim przyjacielem Oskarem Rie (we śnie występuje pod pseudonimem Otto), szwagrem Wilhelma Fliessa, który odwiedzał Emmę Eckstein (występującą w opisie jako Irma). Pytany o jej zdrowie, odpowiedział: Lepiej, ale nie całkiem dobrze. Freud zinterpretował jego odpowiedź jako zarzut dotyczący nieskuteczności prowadzonej przez niego terapii. Pod wpływem tej rozmowy Freud spisał historię choroby swojej pacjentki, aby przekazać ją doktorowi M. (pod tym pseudonimem kryje się Josef Breuer, za pośrednictwem którego Freud poznał Fliessa). 
W nocy miał sen, w którym w czasie przyjęcia w wielkiej sali spotyka Irmę. Mówi jej, że jeżeli jeszcze czuje bóle, to sama jest temu winna, gdyż nie chce zaakceptować wyjaśnienia ich przyczyny. Irma opowiada mu o swoich wielu dolegliwościach gardła i żołądka. Freuda ogarnia lęk, że przeoczył jakiś czynnik etiologiczny. Zagląda jej do ust, gdzie widzi dziwne pomarszczone twory, podobne do małżowin nosowych. Pacjentkę badają kolejno Otto oraz Leopold (za tym imieniem kryje się Ernst von Fleischl-Marxow). Doktor M. twierdzi, że to na pewno infekcja. Freud zdaje sobie sprawę, że niedawno Otto robił jej zastrzyk z preparatu propylu, a dalej pojawia się seria propylen, kwas propionowy, trimetyloamina. Freud dochodzi do wniosku, że ten zastrzyk był lekkomyślnością i prawdopodobnie strzykawka była zakażona.
Na kolejnych stronach Objaśniania marzeń sennych Freud dokonuje analizy przedstawionego tu w skrócie snu. Krytycznie odnosi się do swojej ówczesnej praktyki prostego informowania pacjentów o przyczynie ich objawów. Zauważa, że próbuje zrzucić z siebie odpowiedzialność na Irmę, gdyż to w końcu ona nie chce zaakceptować wyjaśnienia przyczyn objawów. Na temat lęku przed przeoczeniem czynnika organicznego pisze, że nie opuszcza on nigdy lekarza zajmującego się neurotykami i częstokroć objawy przez jednych lekarzy przypisywane czynnikom organicznym on przypisuje czynnikom psychicznym. Gdyby okazało się, że te pierwsze stanowią podbudowę choroby pacjentki, to wyjaśniona zostałaby nieskuteczność terapii. Osobliwe twory przypominające małżowiny nosowe interpretuje jako nawiązanie do prowadzonej przez siebie terapii kokainą obrzmiałej śluzówki swojego nosa, a także przepisanej przez niego podobnej terapii innej pacjentce, która zakończyła się rozległą martwicą śluzówki nosa. W dalszej części snu Freud odkrywa aluzję do alkoholu sprezentowanego Freudowi, który był kiepskiej jakości i wydzielał obrzydliwy zapach kryjącej się w szeregu substancji chemicznych, a także bezpośrednią aluzję, że winny złego stanu zdrowia Irmy jest nie on lecz Otto, który zrobił jej zastrzyk brudną strzykawką.
W ten sposób przeprowadzał dowód swojej tezy, że za marzeniem sennym kryje się spełnienie życzenia. W tym przypadku spełnieniem życzenia było zdjęcie z siebie poczucia winy za zły stan zdrowia swojej pacjentki.

## Postać Irmy
Ze względu na to, iż interpretacja tego snu odnosi się do życia  Freuda, wielu zastanawiało się, kim w rzeczywistości jest Irma. Podejrzenia padły w pierwszej kolejności na Emmę Eckstein. Cały opis snu pasuje do operacji, jaką przeprowadził na niej Wilhelm Fliess. Ronald Clark wyraźnie pisze w swojej książce, że Irma to właśnie E. Eckstein. Jako źródło podaje Paula Roazena. Ten rzeczywiście uznaje, że Irma to właśnie Emma Eckstein, powołując się na rozmowę z Alfredem Hirstem. Hirst jednak wyraźnie stwierdza, że nigdy nie uważał, że Eckstein jest odpowiednikiem Irmy. Peter Gay jako jeden z niewielu stwierdza, że Irma nie ma jednego odpowiednika. Według niego jej pierwowzorami były Anna Lichtheim i Emma Eckstein.
Diedier Anzieu sugeruje, że Irma to Anna Hammerschlag. Podobną opinię wyraża również Marianne Krull. Anna Hammerschlag to matka chrzestna Anny Freud. W rozmowie z Jeffreyem Massonem, Anna Freud potwierdziła, że Irmą była właśnie jej matką chrzestną.